# Gare de Malmslätt
La gare de Malmslätt (suédois: Malmslätts järnvägsstation) est une gare ferroviaire historique suédoise à Malmslätt. Elle servait le Livgrenadjärregementet på Malmen  (régiment de grenadiers à vie de Malmen), unité militaire .

## Histoire et patrimoine ferroviaire

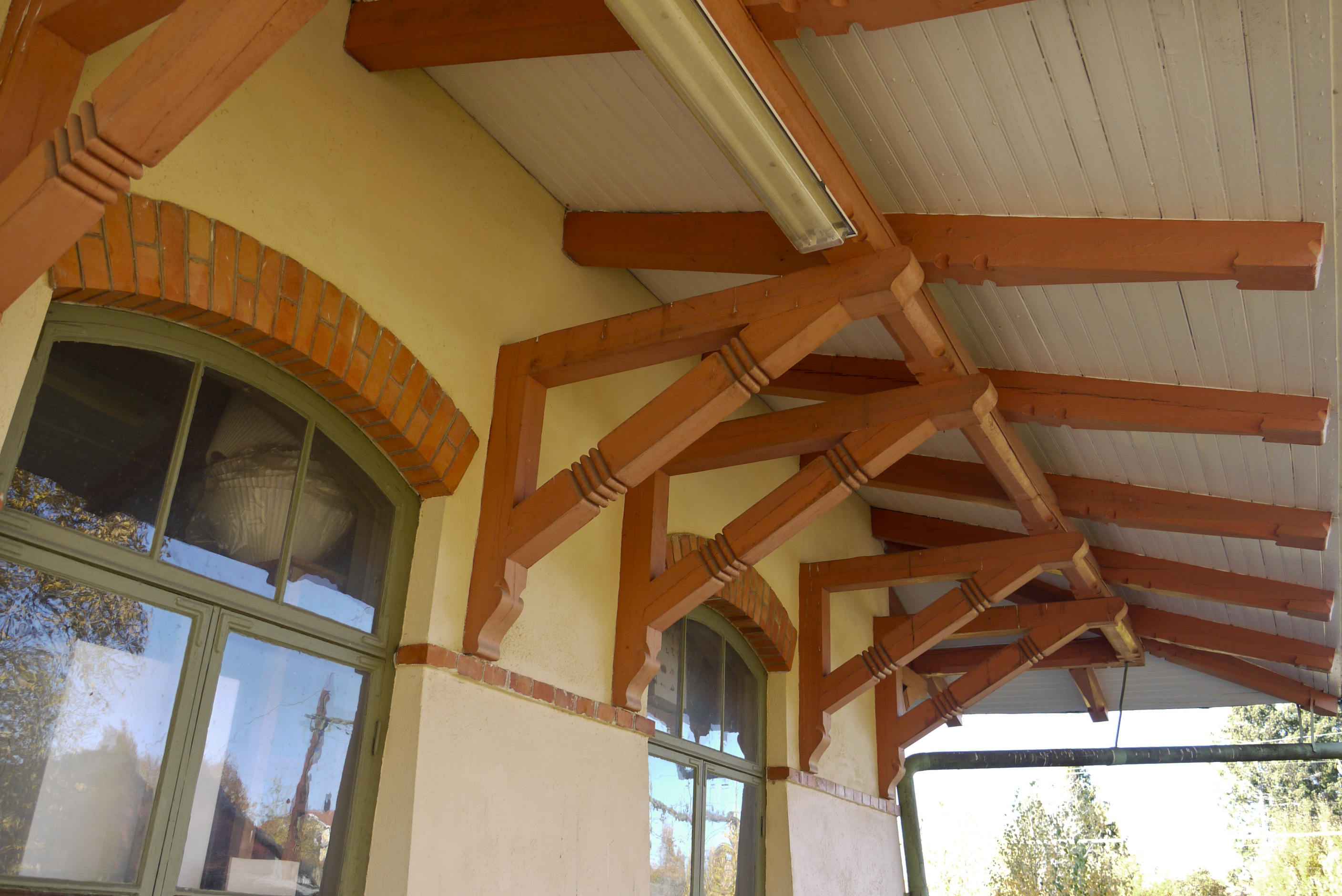
Détail du toit et des supports.

La gare est située le long de la ligne principale de l'Est (l’östra stambanan) qui a été construite dans les années 1860. Le bâtiment de la gare a été construit en 1902, conçue par Folke Zettervall. Byggnadsminne (bâtiment historique reconnu),  la gare en briques est un d’seul étage, montrant des boiseries peintes avec des façades se penchant légèrement vers l'intérieur. Elle est couronnée par un toit en forme de pagode et a de nombreuses similitudes avec une tente de défilé militaire. La projection du toit est soutenue par de lourds consoles sculptées .  
Le bâtiment sert maintenant (2016) d’un magasin de luminaires  .